# Symbol Pearsona
Symbol Pearsona (notacja Pearsona, symbol sieci) – w krystalografii oznaczenie struktury krystalicznej danych substancji, zapoczątkowany przez W.B. Pearsona. Symbol składa się z liter oraz cyfry.

## Ogólne informacje
Litery charakteryzują rodzaje sieci przestrzennych:
- mała litera określa rodzaj układu krystalograficznego,
- duża litera określa typ sieci Bravais’go.

Cyfra informuje o ilości atomów przypadających na komórkę elementarną.
| Oznaczenie literowe | Układ krystalograficzny   |
| ------------------- | ------------------------- |
| a                   | trójskośny                |
| m                   | jednoskośny               |
| o                   | rombowy                   |
| t                   | tetragonalny              |
| h                   | heksagonalny i trygonalny |
| c                   | regularny                 |

| Oznaczenie literowe | Typ sieci Bravais’go        |
| ------------------- | --------------------------- |
| C                   | centrowane podstawy         |
| F                   | centrowane wszystkie ściany |
| I                   | centrowany środek           |
| R                   | romboedryczna               |
| P                   | prymitywna                  |

Czternaście możliwych typów sieci Bravais’go opisane dwiema literami Symbolu Pearsona:
| Układ krystalograficzny   | Typ sieci Bravais’go | Symbol Pearsona |
| ------------------------- | -------------------- | --------------- |
| trójskośny                | P                    | aP              |
| jednoskośny               | P                    | mP              |
| jednoskośny               | C                    | mC              |
| rombowy                   | P                    | oP              |
| rombowy                   | C                    | oC              |
| rombowy                   | F                    | oF              |
| rombowy                   | I                    | oI              |
| tetragonalny              | P                    | tP              |
| tetragonalny              | I                    | tI              |
| heksagonalny i trygonalny | P                    | hP              |
| heksagonalny i trygonalny | R                    | hR              |
| regularny                 | P                    | cP              |
| regularny                 | F                    | cF              |
| regularny                 | I                    | cI              |